# 우루과이 공군기 571편 조난 사고
우루과이 공군기 571편 조난 사고는 1972년 10월 13일 우루과이의 수도 몬테비데오의 카라스코 국제공항을 출발해 아르헨티나 멘도사의 고바노르 프란시스코 가브리엘리 국제공항을 경유한 뒤 칠레의 수도 산티아고의 아르투로 메리노 베니테스 국제공항에 도착할 예정이었던 우루과이 공군 571편이 안데스 산맥에 추락한 비행기 사고로 승객과 승무원 45명 중 29명이 사망하고 16명이 생존하면서 이른바 안데스의 기적(스페인어: El Milagro de los Andes)으로도 불린다.